# Гиті Новін
Гиті Новін (англ. Guity Novin, * 1944) — ірансько-канадська художниця і скульпторка, засновниця руху транспресіонізм (англ. Transpressionism). Народилася в Керманшаху, Іран, в 1944 році, живе і працює у Ванкувері і Торонто

## Творча біографія
Закінчила факультет образотворчих мистецтв в Тегерані в 1970 році. Після Ірану вона переїхала в Гаагу, Нідерланди в 1975 році, а потім у Манчестер, Велика Британія, де завершила своє навчання.
Вона емігрувала до Канади в 1980 році і оселилися в Оттаві, Онтаріо. Після короткого перебування в Кінгстоні (Онтаріо) і Монреалі, вона, нарешті, влаштувався у Ванкувері, Британська Колумбія.
Гиті Новін називають одною з найвідоміших канадських художників, однією з небагатьох, чиє мистецтво передає її пристрасні філософські ідеї.
Вона заснована рух транспресіонізму в 1994 році. Роботи Гиті Новін сповнена натхнення, глядач відчуває світобудову ідеального світу. Художник знає, як тлумачити міфи і легенди нашого людського досвіду. Вона нагадує нам про те, що справжнє мистецтво потрібне для забезпечення постійної пам'яті людства. Її роботи являють собою дослідження нашої колективної людської пам'яті, і це дає змогу об'єднатися в нашому досвіді нашої болі й радості. Робота ведуть до відкриття для нас, і, зрештою, до розширення області невивченої пам'яті.

## Графічний дизайн
Гиті Новін працювала графічним дизайнером. Вона творила плакати і ілюстровала журнали в Ірані протягом періоду 1960-70-х. Вона також дизайнер Першого міжнародного кінофестивалю у Тегерані. В Оттаві її малюнки були опубліковані в журналі The Silence у 1980-х роках.

## Виноски
1. ↑  Див.: Joyce Goodwin in Arts alive, vol. 12 — No. 3 May[недоступне посилання з липня 2019], 2007]
2. ↑  Див.: The Transpressionism Website [Архівовано 12 лютого 2007 у Wayback Machine.]
3. ↑  Див., наприклад: Breaking the Scilence, a feminist quarterly, June 1988, ISSN 0713-4266, pages 4,6,11 and 12.